# Esporte Clube Banespa
O Esporte Clube Banespa é uma associação polidesportiva brasileira, da cidade de São Paulo (São Paulo). Fundado em 1930, disputa entre outras modalidades vôlei e futebol de salão.

## Surge o ECB
Havia um grupo de funcionários do Banco do Estado que gostava muito de jogar futebol e, entusiasmado, resolveram fundar um clube. Assim em 12 de março de 1930, reunidos no salão nobre do Banco, subscreveram a Ata da Sessão da Fundação do “ESPORTE CLUBE BANESPA”.
Foi eleita uma Diretoria Provisória, com mandato de um ano, composta dos seguintes elementos:
- Presidente – Decio Pacheco Silveira
- Vice-Presidente – Mário Morandi
- 1ª Secretário – Roberto Peak Rodrigues
- 2ª Secretário – Cassio Toledo Leite
- 1º Tesoureiro – Francisco Pereira de Andrade
- 2º Tesoureiro – José Cunto Leone.

Em 1932, o Esporte Clube Banespa foi campeão do Torneio Início de Futebol, promovido pela Liga Bancária de Esportes Atléticos. Nessa época, a equipe alugava o campo do E.C. Estrela, no Canindé, para seus treinos.
A vitória estimulou-os a procurar uma sede social onde pudessem cumprir alguns dos objetivos esboçados em sua ata de fundação.

## A Chácara São João
Designou-se uma comissão composta por Roberto Peak Rodrigues, Omar Padalino e J.J. Juvenal para visitá-la, tomaram o bonde para Santo Amaro, desceram na parada Petrópolis e ficaram satisfeitos com a chácara que era composta por árvores, fonte de água, um tanque para nadar e uma alameda de casuarinas. O proprietário da chácara, Walter Nicolaus Herbert Max Joan Von Huetschler, alugou-a por 400 mil réis por mês, valor pago pelo Banco, conforme Ata aprovada em 7 de outubro de 1933. A partir desse momento, a Chácara São João ligava-se ao Esporte Clube Banespa.

## A Permuta
Iniciou-se um trabalho de negociações com o Banco e com o representante do proprietário da chácara, o Banco era dono de muitos imóveis no centro da cidade, que poderiam interessar ao Sr. Walter Von Huctschler e que seriam trocados por esse terreno. Finalmente chegou-se a um acordo e a transação consta da Ata de reunião dos diretores do Banco do Estado de São Paulo, realizada no dia 23 de janeiro de 1936 e a escritura foi passada em 12 de junho de 1937.

## Títulos
| CONTINENTAIS | CONTINENTAIS                  | CONTINENTAIS | CONTINENTAIS                                    |
| ------------ | ----------------------------- | ------------ | ----------------------------------------------- |
|              | Competição                    | Títulos      | Temporadas                                      |
|              | Copa Libertadores de Futsal   | 1            | 2001                                            |
| NACIONAIS    |                               |              |                                                 |
|              | Competição                    | Títulos      | Temporadas                                      |
|              | Taça Brasil de Futsal         | 2            | 1992 e 1997                                     |
| ESTADUAIS    |                               |              |                                                 |
|              | Competição                    | Títulos      | Temporadas                                      |
|              | Campeonato Paulista de Futsal | 8            | 1976, 1996, 2000, 2001, 2002, 2004, 2005 e 2006 |
| MUNICIPAIS   |                               |              |                                                 |
|              | Competição                    | Títulos      | Temporadas                                      |
|              | Troféu Cidade de São Paulo    | 5            | 1983, 1989, 1999, 2000 e 2002                   |
|              | Campeonato Metropolitano      | 7            | 1957, 1971, 1975, 1999, 2001, 2002 e 2005       |